# Назарбекян (станція метро)
Назарбекя́н (вірм. Նազարբեկյան) — станція метро «Назарбекян» — станція Єреванського метрополітену, що будується. Станція буде з'єднана зі станцією «Ачапняк», що також будується та з існуючою станцією «Барекамуцюн». Станція буде розташована на північному заході Єревана, в районі Ачапняк. Поруч зі станцією знаходиться гольф-клуб «Арарат» і елітний район Ваагні.